# Ablerus pius
Ablerus pius är en stekelart som beskrevs av Girault 1929. Ablerus pius ingår i släktet Ablerus och familjen växtlussteklar. Inga underarter finns listade i Catalogue of Life.